# True Justice
True Justice est une série télévisée américaine en 26 épisodes de 40 minutes créée par Steven Seagal et diffusée entre le 6 juillet 2011 et le 26 septembre 2012 sur Channel 5 au Royaume-Uni, puis aux États-Unis à partir du 30 mars 2012 sur ReelzChannel.
En France, elle est diffusée depuis le 8 décembre 2011 sur 13e rue, depuis le 17 avril 2012 sur NRJ 12 et depuis le 28 décembre 2013 sur C8 et CStar .

## Synopsis
Elijah Kane est chef d'une unité d'élite nommée UIS, qui dépendant du Everett County Sheriff Department, et spécialisée dans l'infiltration.
Travaillant sous couverture, cette équipe de choc fait régner la justice dans un comté fictif de Seattle.

## Distribution

### Acteurs principaux
- Steven Seagal (VF : Jean-François Aupied) : Elijah Kane
- Sarah Lind (VF : Laurence Dourlens) : Sarah Montgomery
- William « Big Sleeps » Stewart (VF : Frantz Confiac) : Andre Mason (saison 1)
- Meghan Ory (VF : Chantal Baroin) : Juliet Saunders (saison 1)
- Warren Christie (VF : Mathias Kozlowski) : Brett Radner (saison 1)
- Adrian Holmes (en) (VF : Pascal Germain) : Marcus Mitchell (récurrent saison 1 et principal saison 2)
- Lochlyn Munro : Mark Simms (saison 2)
- Jesse Hutch : Johnny Garcia (saison 2)
- Tanaya Beatty : Jessica Finch (saison 2)

### Acteurs récurrents
- Adrian Hough (VF : Georges Caudron) : shérif Graves
- Alex Mallari Jr. (VF : Fabrice Fara) : Hiro
- Ben Cotton (VF : Jérôme Pauwels) : Thomas
- Kyle Cassie (VF : Jérémy Bardeau) : Brad Gates
- Gil Bellows (VF : Jean-Michel Tinivelli) : Nikoli
- Elizabeth Thai (VF : Marie-Madeleine Burguet-Le Doze) : Jordan Sparks
- J. Anthony Pena : Tiny
- Igor Jijikine : Stefan Sedenui

- Version française
Société de doublage : Dulcinéa[1]
Direction artistique : Érik Colin[1]
Adaptation de dialogues : Jean-Yves Jaudeau[1]

Source V. F. : Doublage Séries Database

## Épisodes

### Première saison (2011)

#### Découpage 42 min (2011)
1. Roulette Russe - 1re partie (Deadly Crossing: Part 1)
2. Roulette Russe - 2e partie (Deadly Crossing: Part 2)
3. Ombres chinoises - 1re partie (Dark Vengeance: Part 1)
4. Ombres chinoises - 2e partie (Dark Vengeance: Part 2)
5. Soldats d'infortune - 1re partie (Street Wars: Part 1)
6. Soldats d'infortune - 2e partie (Street Wars: Part 2)
7. Justice divine - 1re partie (Lethal Justice: Part 1)
8. Justice divine - 2e partie (Lethal Justice: Part 2)
9. L'honneur du samouraï - 1re partie (Brotherhood: Part 1)
10. L'honneur du samouraï - 2e partie (Brotherhood: Part 2)
11. Guérilla urbaine - 1re partie (Urban Warfare: Part 1)
12. Guérilla Urbaine - 2e partie (Urban Warfare: Part 2)
13. Vengeance impitoyable (Payback)

#### Découpage 85 min (2011)
1. Roulette Russe - (Deadly Crossing)
2. Ombres chinoises - (Dark Vengeance)
3. Soldats d'infortune - (Street Wars)
4. Justice divine - (Lethal Justice)
5. L'honneur du samouraï - (Brotherhood)
6. Guérilla urbaine - (Urban Warfare)
7. Vengeance impitoyable (Payback) 45 min (Épisode de fin de saison faisant la transition avec la saison 2)

### Deuxième saison (2012)

#### Découpage 42 min
Le 26 avril 2012, ReelzChannel a renouvelé la série pour une deuxième saison, diffusée depuis le 4 juillet 2012 au Royaume-Uni et le 4 janvier 2013 aux États-Unis. En France, D8 débute la diffusion de cette ultime saison le 26 août 2014.
1. Vengeance est mienne (Vengeance is Mine)
2. Les intouchables (The Untouchables)
3. Trafic d'organes (Blood Alley)
4. Tir groupé (All In)
5. Argent sale (Dirty Money)
6. À la poursuite du fantôme (Violence of Action)
7. La machine infernale (Toys in the Attic)
8. L'ange de la mort (Angel of Death)
9. La trahison de Marcus (The Conversation)
10. Les poupées russes (Dead Drop)
11. L'exécutant (The Cut-Out Man)
12. Hors d'état de nuire (Fired)
13. Tir longue distance (The Shot)

#### Découpage 84 min
1. Vengeance est mienne (Vengeance is Mine)
2. Trafic d'organes (Blood Alley)
3. Argent sale (Dirty Money)
4. L'ange de la mort (Angel of Death)
5. Les poupées russes (Dead drop)
6. L'exécutant (The Cut-Out Man) 42 min (épisode de transition diffusé sur 13ème Rue)
7. Tir longue distance (The Shot)

## Sortie DVD
L'intégrale de la saison 1 sort le 7 octobre 2014 chez Zylo (ASIN B00IT79L38). Il s'agit d'un coffret contenant 7 DVD (13 épisodes). Le format d'écran est 1.78 Panoramique en Français uniquement. Aucun bonus n'est présent.

## Autour de la série

### Les personnages
- Elijah Kane : Kane a un long passé militaire, il a servi dans les commandos d'élite et a travaillé à l'antiterrorisme avec les services secrets. Il est aussi un expert en arts martiaux et dirige désormais une équipe de policiers d'élite basée à Seattle et spécialisée dans l'infiltration.
- Juliet Saunders : Juliet est le commandant en second de Kane.
- Brett Radner : Radner est un jeune officier qui s'inspire des méthodes de Kane.
- Andre Mason : Andre est souvent le partenaire de Brett qui n'apprécie pas les méthodes qu'il utilise.
- Sarah Montgomery : Sarah est la nouvelle de l'équipe.